# Saratoga-Feldzug
Ticonderoga – Hubbardton – Fort Ann – Oriskany – Bennington – Saratoga (Freemans Farm – Bemis Heights) – Fort Clinton und Fort Montgomery
Der Saratoga-Feldzug war 1777 eine Unternehmung der British Army im Amerikanischen Unabhängigkeitskrieg. Der Feldzug sollte die amerikanischen Streitkräfte teilen, indem eine Zone unter Kontrolle des Königreichs Großbritannien zwischen der Neuengland-Kolonie und ihren Nachbarn im Süden geschaffen werden sollte. Der Feldzug war endgültig gescheitert, als John Burgoyne am 17. Oktober 1777 nach der Schlacht von Saratoga im Namen der British Army kapitulierte.

## Planung des Feldzuges
Nachdem Generalleutnant John Burgoyne geholfen hatte, die amerikanische Invasion von Kanada Ende 1776 zu verhindern, kehrte er im September nach England zurück. Er begann politische Unterstützung für seinen Plan der Spaltung der amerikanischen Kolonien durch eine Invasion von Kanada aus zu suchen. General Sir Henry Clinton war ebenfalls in Großbritannien und versuchte für sich die Genehmigung für ein unabhängiges Kommando zu erhalten.
Burgoyne schrieb seine Strategie unter dem Titel Ideen für die Ausführung des Krieges auf der kanadischen Seite nieder. Er sandte sie an Lord Germain, erhielt am 20. Februar 1777 die Zustimmung und besiegte seinen Rivalen um das unabhängige Kommando. Sein Plan wurde angenommen und er selbst sollte den Hauptvorstoß des Saratogafeldzuges anführen. Burgoyne war von seinem Erfolg so sehr überzeugt, dass ein Londoner Gentlemens Club seine Wette über 50 Guineen aufzeichnete, … dass er am Weihnachtstag 1777 siegreich aus Amerika zurück sein werde.

## Feldzugsstrategie
Der Plan, Neuengland zu separieren, basierte auf den zwei Voraussetzungen des okkupierten New York City und des kürzlich gesicherten Kanadas. Drei Gruppen von Streitkräften sollten den Widerstand durchschneiden und sich bei Albany (New York) treffen. Burgoyne sollte die Hauptstreitkraft regulärer britischer, braunschweigischer und Hanauer Truppen den Seeweg hinab von Trois-Rivières (Québec) über den Lake Champlain und Lake George durch das nördliche Hudson-River-Tal führen. Oberstleutnant Barry St. Leger sollte eine zweite Streitmacht vorwiegend kanadischer Kräfte und indianischer Alliierter von Fort Oswego den Mohawk River hinab führen. General William Howe und die Seestreitkräfte schließlich sollten sich von New York aus den Hudson River hinauf bewegen. Wenn sie sich bei Albany treffen würden, wäre die Separierung komplett.
Burgoyne kehrte am 6. Mai 1777 mit einem Brief von George Germain, 1. Viscount Sackville, nach Québec zurück, der den Plan vorstellte, jedoch in den Details ungenau war. Das erzeugte einen neuen Konflikt um das Kommando, der die Briten den Krieg hindurch behinderte. Nominell stand Generalleutnant Burgoyne höher als Generalmajor Guy Carleton, aber Carleton war Gouverneur von Kanada. Carleton erfüllte Burgoynes Forderung nach genügend kanadischen Truppen, um Crow Point und Fort Ticonderoga zu bemannen, nötigte ihn aber, einige seiner regulären Truppen als Besatzung in Kanada zu belassen. Er scheint es außerdem versäumt zu haben, Burgoyne über einen Brief Howes zu informieren, der mitteilte, dass er den Feldzug nicht mit vollen Kräften unterstützen könne. Im Juni war alles bereit und die Vorstöße begannen.

## Die Mohawk-Expedition
St. Leger segelte den Sankt-Lorenz-Strom hinauf, kreuzte den Ontariosee und traf ohne Verluste zu erleiden in Fort Oswego ein. Er hatte über 300 reguläre Soldaten, die durch 650 Mann kanadischer und britischer Loyalisten-Milizen unterstützt wurden, und 1000 Indianer, angeführt von John Butler und dem Mohawk-Hauptmann Joseph Brant. Am 25. Juli verließen sie Oswego und marschierten mit guter Disziplin los, um Fort Stanwix zu belagern.

### Die Belagerung von Fort Stanwix
St. Leger begann die Belagerung am 4. August, indem er die Garnison unter dem Kommando von Oberst Peter Gansevoort zur Kapitulation aufforderte. Sein Angebot wurde ausgeschlagen und am selben Tag brach General Nicholas Herkimer mit 800 Milizionären von Tryon County auf, um Gansevoort zu helfen. Aber St. Leger erfuhr von diesem Auftrag und griff die Unterstützungsexpedition am 6. August in der Schlacht von Oriskany an. Während dieser Schlacht zerstörte ein Ausfall aus dem Fort große Teile von St. Legers Tross. Sie richteten sich nun auf eine Belagerung ein. Teile der indianischen Streitkräfte und der Hilfstruppen desertierten, da es nicht so bald Kriegsbeute geben würde und die Vorräte knapp wurden.
Inzwischen wurde der amerikanische Gegenschlag vorbereitet. Am 10. August hatte Benedict Arnold Stillwater mit 800 Mann der Kontinentalarmee aus Philip Schuylers Norddepartement verlassen. Er erwartete Unterstützung von den örtlichen Milizen aus der Umgebung von Fort Dayton, das er am 21. August erreichte. Arnold konnte jedoch nur etwa 100 Milizionäre ausheben, darum griff er zu einem Täuschungsmanöver. Er sandte Agenten und täuschte die Flucht eines Gefangenen vor, der St. Leger informierte, dass Arnold mit einer großen Streitkraft anrücke.
Auf Grund dieser Nachrichten zogen sich Joseph Brant und der Rest von St. Legers Indianern zurück. Sie nahmen das meiste der verbliebenen Vorräte mit sich, weshalb St. Leger gezwungen war, sich über Oswego nach Kanada zurückzuziehen. Arnold sandte ihnen eine Militäreinheit nach und zog mit dem Rest seiner Streitkraft nach Osten, um die amerikanischen Streitkräfte in der Schlacht von Saratoga zu unterstützen.

## Die Burgoyne-Expedition

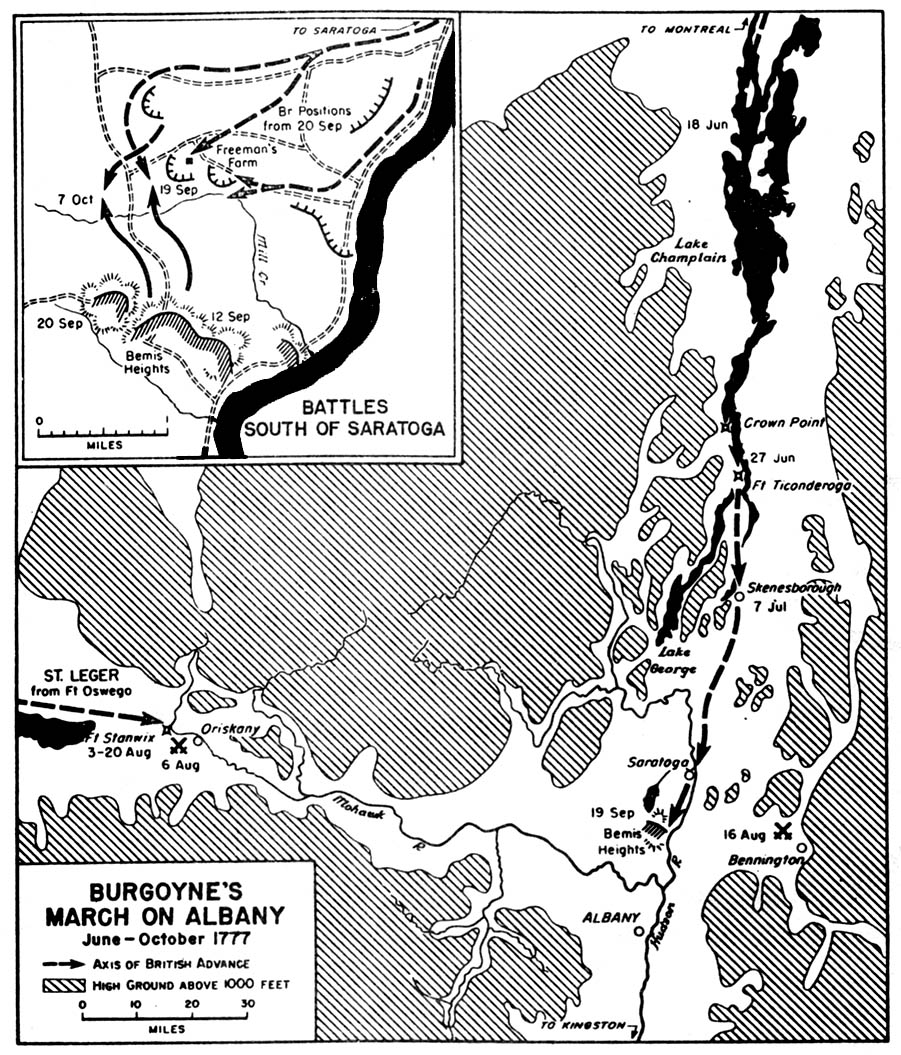
Burgoynes Zug auf Albany, Juni bis Oktober 1777

St. Legers Angriff entlang des Mohawk und General Howes erwarteter Vorstoß von New York aus waren Ablenkungsmanöver, um die amerikanische Verteidigung auszudünnen. Burgoyne führte den Hauptangriff südlich durch die Seen und das Hudson-Tal in Richtung Albany. Am 13. Juni 1777 hatte er seine Streitkräfte in Saint-Jean-sur-Richelieu versammelt.
Er erwartete keine Wiederholung der vorjährigen Verzögerung auf Valcour Island, weil er eine übermächtige Seestreitkraft hatte. Neben den fünf Schiffen aus dem letzten Jahr war ein sechstes gebaut worden, und drei waren Benedict Arnold nach dem Seegefecht bei Valcour Island abgenommen worden. Zusätzlich hatte er 28 bewaffnete Kanonenboote und eine große Flotte von Kanus und Flussbooten (Boote mit flachem Boden) für den Transport. Seine Armee umfasste mehr als 7.800 Mann und über 130 Artilleriewaffen von leichten Mörsern bis zu 11-kg-Kanonen. Seine regulären Truppen waren in zwei Divisionen organisiert. Generalmajor William Phillips führte die 3700 britischen Regulären zur Rechten, während Generalmajor Friedrich Adolf Riedesels 3000 Braunschweiger die Linke hielten. Seine regulären Truppen starteten in gutem Zustand, waren aber schlecht für den Kampf in der Wildnis gerüstet.

### Fort Ticonderoga
Burgoynes Kombination aus See-, Artillerie- und Infanteriestreitkräften bewegte sich den Champlainsee hinab. Sie schien in der Lage, jeden amerikanischen Widerstand zu überrennen.
Der amerikanische General Philip Schuyler war wie andere der Ansicht, dass Fort Ticonderoga möglicherweise nicht gegen diese Streitmacht zu halten sei. Dennoch befahl er General Arthur St. Clair, die erste amerikanische Verteidigung hier zu errichten und so lange wie möglich auszuhalten, ehe er sich zurückzöge. So nahm Burgoyne Crown Point am 24. Juni ohne Gegenwehr. Er verstärkte seine Verteidigung und begann mit der Errichtung eines Magazins oder Vorratslagers, um seinen Angriff auf das Fort Ticonderoga zu unterstützen.
Burgoyne einerseits und Schuyler andererseits hielten die Einnahme von Fort Ticonderoga für die wichtigste Operation. Die Briten fanden einen Weg, ihre Artillerie auf eine Hügelspitze namens Sugar Loaf zu bringen, die das Fort überblickte. St. Clair organisierte den Rückzug in der Nacht und Burgoynes Männer nahmen die Hauptbefestigung und die Mt. Independence Werke am 6. Juli ein. Obwohl eine spätere Untersuchung Schuyler und St. Clair von jedem Fehler bei dieser Kapitulation befreite, veranlasste diese den Kontinentalkongress, Philip Schuyler durch General Horatio Gates als Kommandeur im Norddepartement zu ersetzen.

### Die Schlacht von Hubbardton
Nach dem Verlust von Ticonderoga zog sich St. Clairs Streitmacht geordnet zurück. Burgoyne sandte Kräfte aus seiner Haupttruppe aus, um sie zu verfolgen. Sie gerieten mindestens drei Mal mit den sich zurückziehenden Amerikanern in Kontakt. Der Hauptangriff wird als Schlacht von Hubbardton bezeichnet, während die anderen bei Fort Anne und Skenesboro stattfanden. Insgesamt kosteten diese Aktionen die Amerikaner nur etwas mehr als halb so viel Verluste wie die Briten. Wieder brachte St. Clair die meisten seiner Männer sicher hinaus, um sich mit General Schuyler bei Fort Edward zu vereinigen, und die Amerikaner bewiesen, dass sie immer noch in der Lage waren, sich gegen die regulären britischen Truppen zu behaupten. Burgoynes Vorstoß nahm am 17. Juli Fort Anne ein, während die Hauptstreitkraft am 8. Juli bei Skenesboro landete.
Der Feldzug war bislang weitestgehend ein Erfolg für die Briten. Nun aber begann sich das Blatt zu wenden. Burgoyne hatte einige Verluste erlitten, doch auch wenn die 220 getöteten oder verwundeten Männer nur eine Kleinigkeit für sein Vorhaben darstellten, schwächten sie die Invasion. Er hatte 400 Mann als Besatzung des Nachschublagers in Crown Point zurückgelassen und weitere 900, um Ticonderoga zu verteidigen. Er hätte nun nach Ticonderoga zurückkehren und dann nach Süden bis zum Ende des Lake George segeln können, aber das hätte wie ein Rückzug ausgesehen. Er machte daher den fatalen Fehler, weiter über Land nach Fort Edward zu ziehen. Er dachte, er werde Artillerie und Tross brauchen, um genügend Feuerkraft zu haben, um eine Wiederholung derartiger Verluste wie in der Schlacht von Bunker Hill zu vermeiden.
Schuyler und St. Clair entschieden inzwischen, einfach den Briten das Durchkommen so weit wie möglich zu erschweren. Als Benedict Arnold sich am 24. Juli mit ihnen traf, unterstützte er dankbar ihren Plan, bevor er nach Westen geschickt wurde, um St. Leger bei Fort Stanwix aufzuhalten. Ihre Hauptwaffe in dieser Phase des Feldzuges war die erfolgreiche Anwendung der Axt. Sie fällten einfach große Bäume auf dem Weg des Feindes, die dieser mühevoll beiseite schaffen musste. Der Marsch zog sich in die Länge, die Truppen ermüdeten und verbrauchten ihre Vorräte. Die Taktik funktionierte gut, weil Burgoyne für seine Kanonen eine Straße durch die Wildnis bauen musste. Sein Vorankommen wurde auf eine Meile pro Tag reduziert. Er nahm Fort Edward am 29. Juli ohne größere Kämpfe ein. Schuyler hatte sich nach Stillwater zurückgezogen, und die Amerikaner waren darauf vorbereitet, die Verzögerungstaktik von Fort Edward nach Saratoga zu wiederholen.

### Die Schlacht von Bennington
Die Verzögerungstaktik, die Schuyler, St. Clair und Arnold gewählt hatten, war auf verschiedene Weisen erfolgreich. Der britische General Burgoyne war nicht in der Lage, seine Sache voranzutreiben, und musste immer mehr Männer zurücklassen, um seine Kommunikationswege zu schützen. Seine indianischen Alliierten wurden ungeduldig und begannen mehr Raubüberfälle auf Grenzerfamilien und Siedler zu unternehmen. Das vergrößerte den amerikanischen Widerstand mehr, als dass er geschwächt wurde. Der Tod der britischen Loyalistin Jane McCrea führte zu einer großen Bekanntheit dieser Ereignisse. Mit jedem Tag gewannen die Amerikaner an Stärke durch zu ihnen stoßende Milizeinheiten und Einzelpersonen. Schuyler sandte Benedict Arnold nach Westen, um Fort Stanwix zu befreien (siehe oben) und ließ Verteidigungsanlagen auf den Bemishöhen zwischen Saratoga und Albany errichten, um Burgoyne den Weg zu seinem Ziel zu versperren.
Burgoyne gingen die Vorräte aus, insbesondere Pferde, um an seiner Straße zu arbeiten und Kanonen und Vorräte zu ziehen. So war er gezwungen, Einheiten für Beutezüge abzustellen. Weil die braunschweigischen Dragoner am meisten unter dem Mangel an Pferden litten, sandte er Oberst Baums Regiment zusammen mit den Braunschweiger Dragonern nach Westmassachusetts und New Hampshire und gab seinen übrigen Truppen ein paar Tage Zeit zur Erholung. Die Abteilung kam nie zurück, und die Verstärkung, die er hinterher schickte, kam nach der Schlacht von Bennington vom 15. August stark dezimiert zurück.
Während die Verzögerungstaktik in der Praxis sehr gut funktionierte, war die Wirkung im Kontinentalkongress eine ganz andere. General Horatio Gates weilte in Philadelphia, als der Kongress den Schock über den Fall von Ticonderoga diskutierte, und war mehr als bereit, die Schuld widersetzlichen Generälen zuzuschieben. Einige Kongressabgeordnete äußerten sich ungeduldig gegenüber George Washington und verlangten eine große, direkte Konfrontation, die die Besatzungstruppen eliminieren sollte. Die Schwierigkeit war, dass man so den Krieg vielleicht auch verlieren konnte. John Adams, der Vorsitzende des Kriegskomitees führte aus, dass … wir niemals unsere Position behaupten können, bis wir einen General abgeschossen haben, während er gleichzeitig General Gates lobte. Gegen den Widerspruch der New Yorker Delegation sandte der Kongress Gates aus, um das Kommando über das Norddepartement der Kontinentalarmee zu übernehmen.

### Die Schlacht von Saratoga
Die Schlacht von Saratoga ging in die amerikanische Geschichte als Einzelereignis ein, war aber eigentlich eine einen Monat lange Serie von Manövern, die von zwei Schlachten gekrönt war. General John Burgoyne hatte in Saratoga pausiert, um Nachrichten von William Howes und Barry St. Legers Streitkräften zu erhalten und sich von der schwierigen Passage durch die Wildnis zu erholen. Angesichts von Nachschubproblemen und ohne Aussicht auf Hilfe musste er in die Offensive gehen. Er setzte acht Meilen südlich von Saratoga mittels einer Ponton-Brücke zum Westufer des Hudson River über, zwei Meilen südlich der Höhen, die von den Amerikanern befestigt worden waren.
Horatio Gates traf während der Ausbauarbeiten an den Bemishöhen ein und übernahm am 19. August das Kommando. Er hatte eine kühle und arrogante Art und lehnte es ab, Philip Schuyler jedwedes Unterkommando zu überlassen, so dass Schuyler am nächsten Tag abdankte. Gates hieß Schuylers und Benedict Arnolds Plan gut und Tadeusz Kościuszko setzte seine Arbeit an den Befestigungen fort.
Arnold kehrte am 24. August zurück und war überrascht, Gates als Kommandeur vorzufinden. Ihre Unstimmigkeiten begannen fast sofort. Arnold wollte die Befestigung als Ausgangspunkt für Ausfälle im Schutze der Wälder nutzen, eine Taktik, die von den Amerikanern bevorzugt wurde, um wenn nötig in das Fort zurückzukehren. Obwohl Gates einige Kanonen von den Franzosen hatte, übertraf Burgoynes Feuerkraft die der Amerikaner bei weitem, und die britischen und braunschweigischen Streitkräfte waren erfahrene Belagerer.
Von den Kanonen abgesehen waren die Kräfte relativ ausgewogen. Burgoyne hatte nur noch 7.000 Mann, während Gates mit der Verstärkung aus der Kontinentalarmee, die von Washington gesandt worden war, und eintreffenden Milizen über mehr als 8.000 Mann verfügte. Gates übertrug Arnold das Kommando über die linke Einheit, die am weitesten vom Flussufer entfernt war. Der rechte Flügel unter General Benjamin Lincoln wurde von Milizen und Artillerie besetzt, die die Flussstraße überblickten. Gates selbst befehligte das Zentrum mit den stärksten Regimentern der Kontinentalarmee.
Gates erlaubte Arnold Patrouillen auszusenden. Als Burgoyne sich am 19. September auf die amerikanischen Stellungen zubewegte, begann Arnold eilig die Schlacht von Freemans Farm, die den Vormarsch stoppte. Als jedoch Arnold Enoch Poors Brigade als Unterstützung zu dieser Attacke heranführen wollte, befahl Gates ihn zurück ins Hauptquartier, und die Schlacht endete unentschieden. Burgoyne zog sich zurück und begann mit eigenen Befestigungen hinter einer Schlucht drei Meilen (4,8 Kilometer) nördlich der Bemishöhen.
Nach dieser Schlacht nahm Gates einige von Arnolds Regimentern, um das Zentrum wieder zu stärken. Arnold bot seinen Rücktritt an, wurde aber von einem Memorandum aufgehalten, das von jedem einzelnen Offizier der Kampflinie bis auf General Lincoln unterzeichnet worden war. Gates setzte ihn trotzdem ab, so dass er nun ohne Aufgabe im Hauptquartier saß. Lincolns Männer starteten, unterstützt von Milizionären, eine Attacke von Fort Ticonderoga aus, während amerikanische Scharfschützen fortfuhren, die britischen Stellungen zu bedrängen.
Es trafen immer mehr Milizen ein, so dass die amerikanischen Truppen auf über 10.000 Mann anschwollen. Mit seinen unterbrochenen Versorgungslinien und seiner immer verzweifelter werdenden Lage begann Burgoyne seinen nächsten Angriff am 7. Oktober.
Bei ständig eintreffenden und forteilenden Boten und dem Kanonendonner von Daniel Morgans und Henry Dearborns Regimentern schritt Arnold, ignoriert durch Gates, durch das Hauptquartier. Letztendlich saß er auf und galoppierte in den Kampf, ohne Befehle zu haben. Gates sandte einen Reiter aus, um ihn zurückzubefehlen, aber der holte Arnold nicht ein, der an der Schlacht von Bemis Heights teilnahm und die Briten in ihre Ausgangsstellungen zurücktrieb.

### Kapitulation und die Convention Army
Am 8. Oktober zog sich Burgoyne nach Saratoga zurück. Er und General Gates brauchten eine Woche, um die Bedingungen der Kapitulation auszuhandeln. Burgoynes Indianer verschwanden in den Wäldern und mehrere Loyalisten schafften es zurück nach Kanada. Gates gewährte großzügige Bedingungen, die die „Saratoga Convention“ genannt wurden. Es wurde Burgoyne gestattet, seine Fahnen zu behalten, und seine Männer marschierten am 17. Oktober 1777 aus dem Camp, um ihre Waffen abzugeben. Die Convention verlangte die Rückkehr der Armee nach England.
Doch nachdem die geschlagene Armee nach Massachusetts marschiert war, entschied der Kongress, die Bedingungen nicht zu respektieren. Die Armee wurde für einige Zeit in dürftigen Camps in New England festgehalten. Obwohl einzelne Offiziere eingetauscht wurden, marschierte das Gros der „Convention Army“ nach Süden nach Virginia und blieb für Jahre gefangen.
Als sich die kanadischen und übrig gebliebenen britischen Truppen zurückgezogen hatten, nahmen die Amerikaner Fort Ticonderoga und Crown Point ohne Zwischenfälle wieder ein.

## Auswirkungen
Der Effekt des Sieges war enorm. General Gates wurde als „Held von Saratoga“ bekannt. Der Sieg gab außerdem dem jungen amerikanischen Staat, der unter dem Schock der Okkupation Philadelphias stand, die so sehr benötigte Schwungkraft. Nicht lange, nachdem Frankreich von diesem Sieg erfahren hatte, erklärte es Großbritannien den Krieg und trat so endlich offiziell in den Krieg ein. Spanien und die Niederlande taten bald dasselbe. Der Verlust schwächte außerdem die britische Regierung unter Lord Frederick North. Für die Briten war der Krieg nun viel komplizierter geworden.

## Gedenken
Die meisten Schlachtfelder des Saratoga-Feldzuges sind heute Parks unter bundesstaatlicher oder nationaler Verwaltung. Ein Obelisk im Saratoga National Historical Park erinnert an die militärische Leistung Arnolds und enthält drei Statuen der Generale Gates, Schuyler und Morgan. Eine vierte Nische, die eigentlich Benedict Arnold gebühren sollte, steht leer: Arnold lief später zu den Briten über und gilt in den USA als Inbegriff des Verräters. Aufgrund der Bedeutung des Sieges für die amerikanische Unabhängigkeit benannten die USA insgesamt sechs Schiffe mit dem Namen USS Saratoga.